# Clinton Hart Merriam

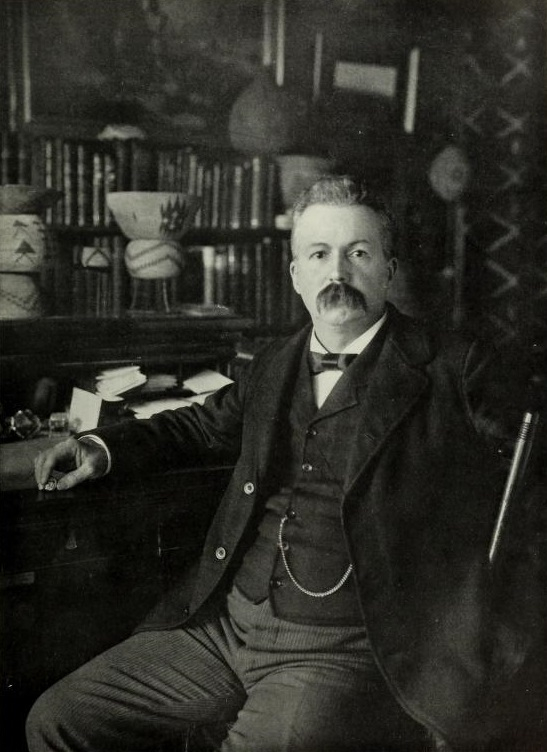
Clinton Hart Merriam

Clinton Hart Merriam (* 5. Dezember 1855 in New York City; † 19. März 1942 in Berkeley) war ein amerikanischer Zoologe, Ornithologe und Ethnograph. Sein offizielles botanisches Autorenkürzel lautet „Merriam“.

## Leben und Wirken
Merriam war Sohn des US-Kongressabgeordneten Clinton L. Merriam. Er studierte von 1874 bis 1877 Biologie und Anatomie in Yale und absolvierte 1879 sein Doktorat an der School of Physicians and Surgeons der Columbia University. Von 1879 bis 1885 übte er den Beruf eines Mediziners in Upstate New York aus.
1886 wurde er der erste Leiter der Division of Economic Ornithology and Mammalogy im Landwirtschaftsministerium der Vereinigten Staaten, Vorläufer des heutigen National Wildlife Research Center und des United States Fish and Wildlife Service. Diese Funktion hatte er bis 1910 inne. 1888 war er Mitbegründer der National Geographic Society und entwickelte das Konzept der life zones, um die Biome Nordamerikas zu klassifizieren. Von 1891 bis 1892 war er Präsident der Biological Society of Washington. 1899 organisierte er für den Eisenbahnmagnaten Edward Henry Harriman eine Erkundungsreise entlang der Küste Alaskas. Er wurde in seinem Leben Präsident bzw. Vorsitzender zahlreicher Institutionen: von 1900 bis 1903 bei der American Ornithologists' Union, 1902 wurde er zur National Academy of Sciences gewählt, von 1917 bis 1935 beim U.S. Board on Geographic Names, 1919 bis 1921 bei der American Society of Mammalogists, 1920 bis 1921 bei der Anthropological Society of Washington und von 1924 bis 1925 bei der American Society of Naturalists.
Ab 1910 studierte er die Sprache und das Leben der Indianerstämme des Westens der Vereinigten Staaten. Seine diesbezüglichen Forschungen waren aber von geringer Bedeutung. Merriam publizierte insgesamt über 500 wissenschaftliche Werke, vor allem über Säugetiere und Vögel und beschrieb etwa 600 neue Arten.
Merriams Enkel, der Geograph und Ökologe Lee Merriam Talbot (1930–2021), war 1957 an der Wiederentdeckung des Mesopotamischen Damhirsches beteiligt und von 1980 bis 1983 Generaldirektor der International Union for Conservation of Nature and Natural Resources (IUCN).